# Ontario libertarian party
Ontario Libertarian Party (OLP; franska: Parti libertarien de l'Ontario) är ett libertarianskt eller nyliberalt politiskt parti i Ontario, Kanada. 

## Valresultat

Valresultatet vid parlamentsvalet i Ontario 2014, färglagt efter hur många som röstade på Ontario libertarian party i olika distrikt. I de svarta områdena röstade mer än 1.75 procent på partiet.

I parlamentsvalet 2011 fick partiet ihop 19,387 röster eller 0.45 procent, vilket var mer än dubbelt så många som vid valet 2007.

## Partiledare
- Terry Coughlin (1975-1977)
- Paul Mollon (1977-1981)
- Scott Bell (1981-1987)
- Kaye Sargent (1987-1990)
- James Stock (1990-1995)
- John Shadbolt (1995)
- George Dance (interim) (1995–1996)
- Sam Apelbaum (1996–2011)
- Allen Small (2011-2018)
- Rob Ferguson (2018 - )